# Коломия (корабель)
«Коломия» (U533, до 01.11.1997 ПРТБ-13) — українська плавуча ракетно-технічна база «ПРТБ-13» пр. пр.2001, яка внаслідок розподілу колишнього Чорноморського флоту була передана Україні. У штат військово-морських Військово-Морських Сил України приписана не була.

## Особливості проекту
Прийняття на озброєння ВМС СРСР різного ракетного озброєння і потреба у постачанні цією зброєю кораблів у пунктах базування призвело до необхідності створення спеціальних транспортних суден. Ці судна використовувалися для зберігання, виготовлення, транспортування і видачі ракет різного призначення.

## Історія корабля
Плавуча раккетно-технічна база «ПРТБ-13» була побудована у м. Миколаїв на Миколаївському СБЗ № 444 ім. І. Носенко за проектом 2001 (зав.№ 626) в 1970 р.
Після десятирічної експлуатації судно було модернізоване у Кронштадті за проектом 2001М.
«ПРТБ-13» входила у склад 41-ї бригади ракетних катерів Чорноморського флоту, неодноразово брала участь у бойовому чергуванні в Середземному морі.
Внаслідок розподілу Чорноморського флоту у 1997 р. була передана Військово-Морським Силам України, де отримала нову назву — «Коломия» (бортовой U-533).
Командир корабля — капітан 2-го рангу Красніченко В. П.

## Списання
У 1997 р. рішенням Міністерства оборони України судно списане, як таке, що втратило військову цінність.